# Bażyny
Bażyny (deutsch Basien) ist ein Ort in der polnischen Woiwodschaft Ermland-Masuren. Er gehört zur Stadt-und-Land-Gemeinde Orneta (Wormditt) im Powiat Lidzbarski (Kreis Heilsberg).

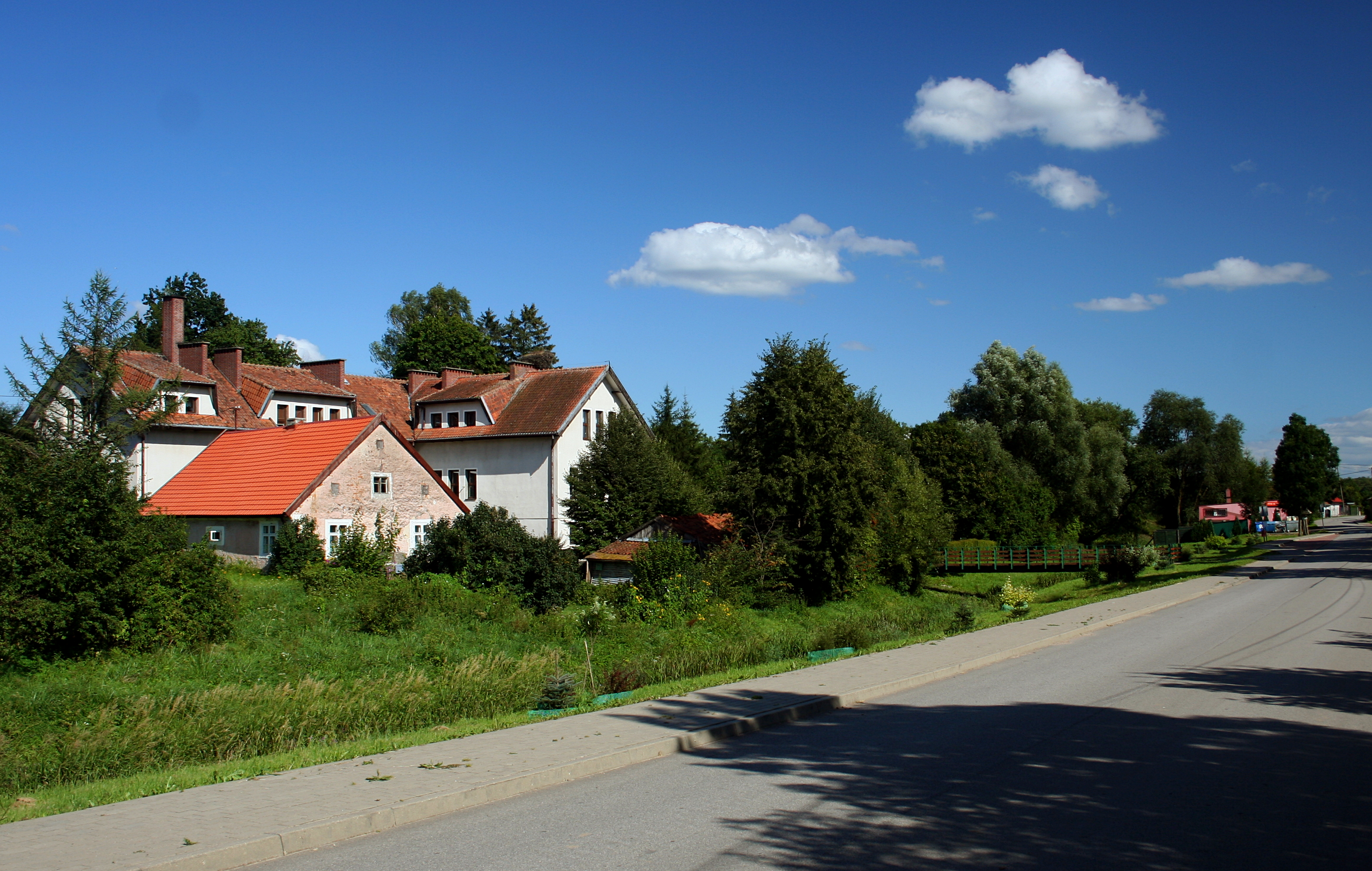
Blick in das Dorfzentrum Bażyny

## Geographische Lage
Bażyny liegt an der früher so genannten Krickhauser Beek im Nordwesten der Woiwodschaft Ermland-Masuren, 31 Kilometer südöstlich der früheren Kreisstadt Braunsberg (polnisch Braniewo) bzw. 35 Kilometer westlich der heutigen Kreismetropole Lidzbark Warmiński (deutsch Heilsberg).

## Geschichte

### Ortsgeschichte
Bereits im 13. Jahrhundert gab es das Kirchdorf Baysen – ab etwa 1820 Basien genannt –, zudem eines der fünf ältesten Rittergüter Ostpreußens gehörte und das im 20. Jahrhundert eine Bahnstation wurde. Der Ermländer Bischof Heinrich I. Fleming übereignete 1289 seinem Bruder Albert das Feld Baysen. Bereits seine Söhne nannten sich Heinrich und Albert von Baysen. Hans von Baysen († 1459) sowie sein Bruder Stibor von Baysen waren prominente Mitglieder der Familie und traten – wie auch andere Familienglieder – an herausragenden Stellen in Erscheinung.
Im Jahre 1511 verpfändete Georg von Baysen das Gut an das Domkapitel, in weiterer Erbfolge wurde das Gut mehrfach geteilt und gelangte so auch in den Besitz anderer Familien. Der letzte männliche Nachkomme der Familie von Baysen verkaufte das restliche Gut 1609 an den Braunsberger Bürgermeister Jakob Bartsch. Zwischen 1528 und 1535 hatte Achatius von Zehmen das Gut erworben, 1624 ging es an Johannes Vastovius (Wastowski), 1681 an die Familie von Woisky, von der dann 1939 eine erbende Tochter den Freiherrn Marquard von Printz ehelichte, die beide die letzten deutschen Besitzer des Gutes waren.

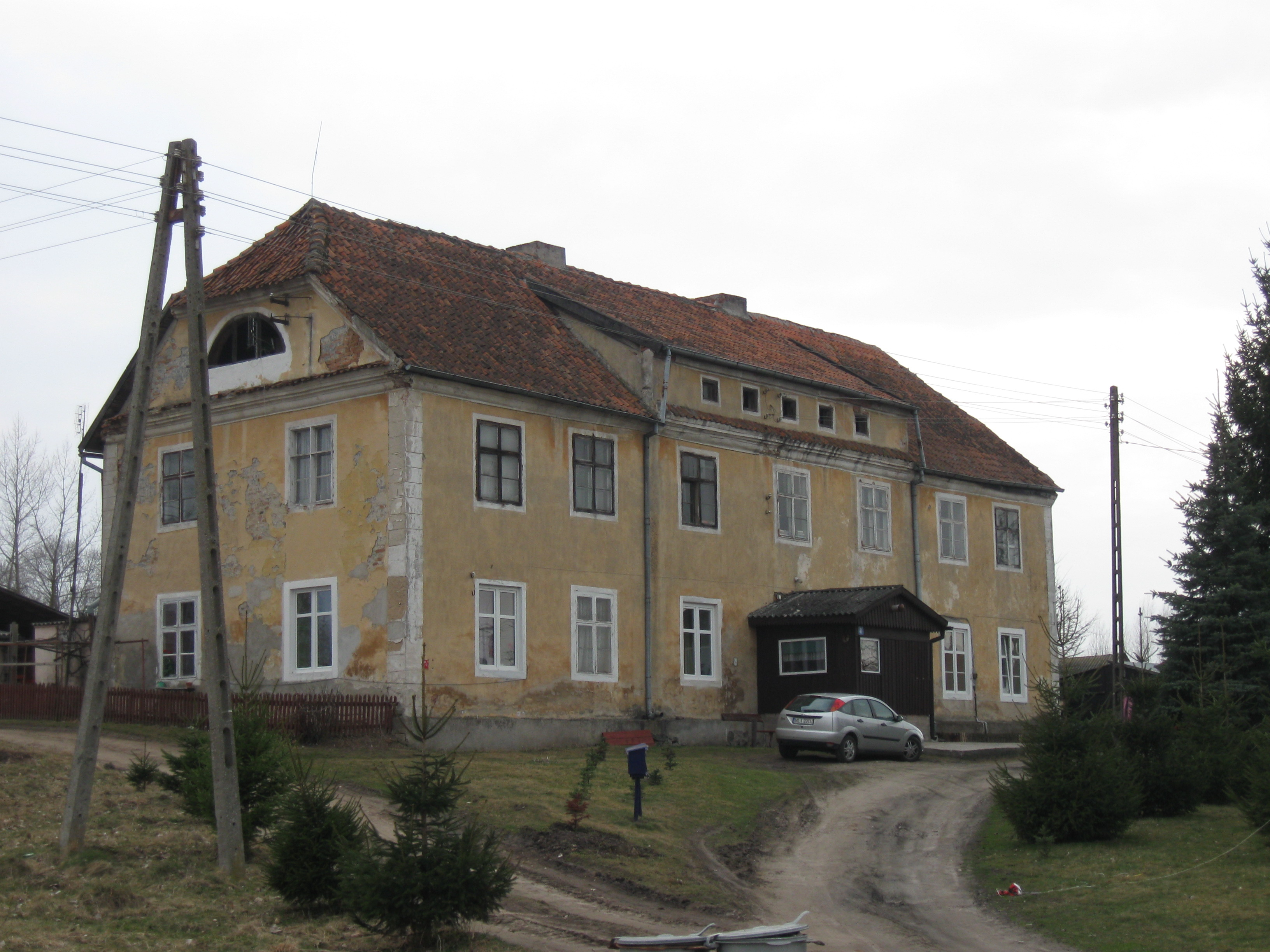
Ehemaliges Basiener Gutshaus in Bażyny

Mauern aus der Ordenszeit von vor 1400 finden sich unter dem heute noch existierenden Basiener Gutshaus. Im 17. und 18. Jahrhundert erfolgten Aus- und Umbauten. Auf einer Wetterfahne stand die Jahreszahl 1792. Ein großes Feuer zerstörte in den 1880er Jahren die gesamten Wirtschaftsgebäude. Bei diesem Brand gingen auch 2.000 Schafe zugrunde. Der Wirtschaftshof wurde anschließend wieder errichtet.
Basien wurde am 18. Juni 1874 Amtsdorf und damit namensgebend für einen Amtsbezirk im ostpreußischen Kreis Braunsberg, Regierungsbezirk Königsberg. Zugehörig waren sieben Dörfer, am Ende waren es aufgrund struktureller Veränderungen noch drei.
Basien zählte im Jahre 1885 1.230 Einwohner, im Jahre 1910 waren es insgesamt 1.005 Einwohner, von denen 838 in der Landgemeinde Basien und 167 im Gutsbezirk Basien lebten.
Am 30. September 1928 wurde der Gutsbezirk Basien in die Landgemeinde eingegliedert, am 17. Oktober 1928 folgte der Nachbarort Klein Damerau (polnisch Dąbrówka). Die Einwohnerzahlen Basiens beliefen sich im Jahre 1933 auf 1.048 und im Jahre 1939 auf 970.
Das gesamte südliche Ostpreußen kam 1945 in Kriegsfolge zu Polen. Basien erhielt die polnische Namensform „Bażyny“ und ist heute eine Ortschaft im Verbund der Gmina Orneta (Stadt.-und-Land-Gemeinde Wormditt) im Powiat Lidzbarski (Kreis Heilsberg), von 1975 bis 1998 der Woiwodschaft Elbląg, seither der Woiwodschaft Ermland-Masuren zugehörig.

### Amtsbezirk Basien (1874–1945)
Zum Amtsbezirk Basien gehörten die Kommunen:
| Deutscher Name  | Polnischer Name  | Anmerkungen                                            |
| --------------- | ---------------- | ------------------------------------------------------ |
| Basien (LG)     | Bażyny           |                                                        |
| Basien (GB)     |                  | 1928 in die Landgemeinde Basien eingegliedert          |
| Groß Grünheide  | Lejławki Wielkie | 1928 nach Agstein, Amtsbezirk Woynitt, umgegliedert    |
| Klein Damerau   | Dąbrówka         | 1928 in die Landgemeinde Basien eingegliedert          |
| Klein Grünheide | Lejławki Małe    | 1928 nach Krickhausen, Amtsbezirk Tüngen, umgegliedert |
| Stegmannsdorf   | Chwalęcin        |                                                        |
| Wusen           | Osetnik          |                                                        |

## Religion

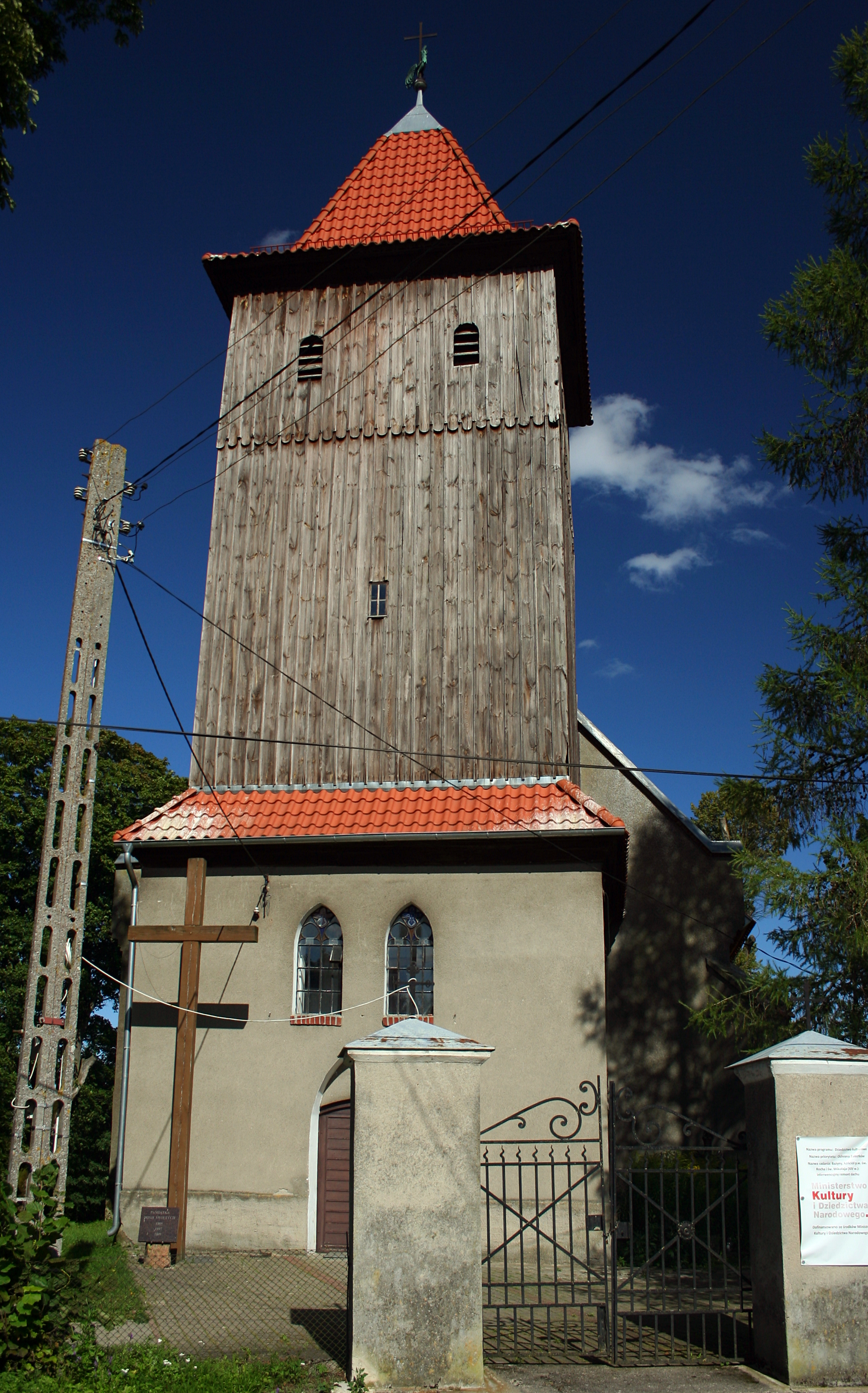
Die Dorfkirche in Bażyny

### Römisch-katholische Kirche
Die St.-Nikolaus- und St.-Rochus-Kirche in Bażyny geht in ihrem Ursprung wohl bis ins 14. Jahrhundert zurück und ist ein Hallenbau aus Feldstein und Ziegeln, versehen mit einer Balkendecke. 1500 wurde sie neu gebaut. 1611 unterzog man sie einer Restaurierung. 1845 wurde der alte Turm abgerissebn und 1886 durch eine Vorhalle ersetzt. Auf sie setzte man 1937 einen Holzturm.
Die römisch-katholische Pfarrei besteht seit 1957. Vorher war der Ort eine Tochtergemeinde von Wusen (polnisch Osetnik). Die Kirche gehört heute zum Dekanat Orneta im Erzbistum Ermland. Zugeordnet ist die Filialkirche in Bornity (Bornitt).

### Evangelische Kirche
Basien war und Bażyny ist kein evangelisches Kirchdorf. Das Dorf war bis 1945 in die evangelische Kirche Wormditt in der Kirchenprovinz Ostpreußen der Kirche der Altpreußischen Union eingegliedert. Heute gehört Bażyny zur Diözese Masuren der Evangelisch-Augsburgischen Kirche in Polen.

## Schule
In Basien bestand wohl schon im Mitt elalter eine Pfarrschule. 1781 wurde ein Schulmeister erwähnt, 1802 nannte sie ein Königsberger Konsistorialrat in seinem Bericht eine „Interimsschule“. Seit Mitte des 19. Jahrhunderts gab es in Basien eine Volksschule, die zuletzt dreizügig war.

## Verkehr
Bażyny liegt verkehrsgünstig an der von Elbląg (Elbing) kommenden Woiwodschaftsstraße 509, die wenige Kilometer vor der Stadt Orneta (Wormditt) bei Drwęczno (Wagten) endet. Das Dorf ist mit seinem Umland gut versetzt.
1926 wurde Basien Bahnstation an der Bahnstrecke Schlobitten–Wormditt (– Angerburg). Der Bahnbetrieb wurde im Personenverkehr bereits 1945, im Güterverkehr im Jahre 2001 eingestellt. Die Bahnstrecke ist aufgegeben und demontiert. Bażynys nächster Bahnhof ist der in der Stadt Orneta.